# Hjörmund
Hjörmund fue un caudillo vikingo de Suecia en el siglo VII, rey de los gautas pertenecía a la dinastía Ylfing, según Heimskringla del escaldo islandés Snorri Sturluson. Era hijo del rey Hjörvard de Götaland. Según Sögubrot af nokkrum fornkonungum y otras fuentes medievales escandinavas, el rey Harald Hilditonn había iniciado la conquista de Götaland (o Gotland), y nombró a Hjörmund caudillo de Östergötland. La presunta autenticidad histórica no ha podido ser probada.
| Predecesor: Hjörvard | Rey vikingo de Suecia | Sucesor: - |